# 买买提艾山·托乎达力
买买提艾山·托乎达力（1948年6月—），男，柯尔克孜族，新疆阿合奇人，中华人民共和国政治人物，曾任新疆维吾尔自治区政协副主席。

## 生平
1948年6月，买买提艾山·托乎达力出生在新疆省阿合奇县。1964年8月，他在喀什地区农校畜牧兽医专业学习。1968年，他来到克孜勒苏柯尔克孜自治州种羊场当了一名技术员。1971年10月调任阿合奇县虎狼山乡兽医站技术员、县兽医站站长。1980年5月加入中国共产党。1982年9月出任阿合奇县科学技术协会主席。1984年11月转任阿合奇县畜牧局局长。1987年7月晋升阿合奇县县长，兼任县委常委。1993年4月调任克孜勒苏柯尔克孜自治州副州长，1998年1月晋升党委副书记、州长。2006年12月转任政协新疆维吾尔自治区人口资源环境委员会主任、政协新疆维吾尔自治区第九届委员会委员。2008年1月任新疆维吾尔自治区政协副主席。